# Шеве, Эмиль Жозеф Морис
Эмиль Жозеф Морис Шеве (фр. Émile-Joseph-Maurice Chevé; 31 мая 1804, Дуарнене — 21 августа 1864, Париж) — французский композитор, музыковед

 и музыкальный педагог, автор большого числа работ по музыкальной нотации. Отец поэта Эмиля Шеве.

## Биография
В 1821 году, как только ему исполнилось 16 лет, поступил на службу в военно-морскую пехоту и стал учеником военно-морского хирурга. В 1830 году был послан в колонизировавшийся тогда французами Сенегал, где отличился во время борьбы с эпидемией жёлтой лихорадки (в 1836 году опубликовал отчёт об этой своей работе, фр. Relation des épidémies de fièvre jaune qui ont régné à Gorée et à Saint-Louis (Sénégal) pendant l’hiver de 1830). В том же году демобилизовался и переехал в Париж.
Некоторое время работал чиновником в военно-морском министерстве, а в 1835 году поступил в университет изучать медицину и математику. Примерно в это же время стал брать уроки музыкальной нотации у Эме Пари, пропагандировавшего учение о ней Пьера Галена.
С 1838 года решил посвятить себя исключительно музыке, став горячим сторонником музыкальных методов Пари и Галена, и с 1844 года провёл более 150 курсов этих методов, благодаря чему система нотации стала называться системой Галена-Пари-Шеве. В 1845 году защитил диссертацию (фр. Appel au bon sens des toutes les nations qui désirent voir se généraliser chez elles d’enseignement musical).
Женился на сестре Пари, Нанин Пари, и в соавторстве с супругой написал ряд учебников по музыке, которые использовались в Высшей нормальной школе, Политехнической школе и лицее Луи-ле-Гран; наибольшим успехом пользовалась «Элементарная школа вокала» (фр. Méthode élémentaire de musique vocale; 8-е издание — 1864).
В защиту своих взглядов написал книги «Question musicale» (1847); «Proposition d’un tournoi musical» (1850); «La routine et le bon sens ou les conservatoires et la méthode Galin-Paris-Schevé» (1850); «Coup de grâce à la routine musicale» (1851).
Жена Шеве, часто выступавшая как соавтор мужа в его музыкальных трудах, написала сама «Nouvelle théorie des accords» (1844) и «Musique vocale» (1853).